# Gregorio García (militar)
Gral. Gregorio Armendariz García, conocido comúnmente como Gregorio A. García fue un militar mexicano que participó en la Revolución mexicana. Desde 1909 simpatizó con el antirreeleccionismo y posteriormente se unió a la revolución maderista, levantándose en armas en Gómez Palacio, Durango, el 20 de noviembre de 1910. Insurreccionó la zona de La Laguna, y para mayo de 1911, se acercó con un fuerte contingente a la ciudad de Torreón, cooperando en la toma de esta. Para 1913 se levantó en armas contra Victoriano Huerta en la misma región. Murió en un combate contra Benjamín Argumedo, cuando servía de escolta de Venustiano Carranza en su paso del centro de Coahuila a la Comarca Lagunera, en julio de 1913. 